# Lystrosaurus
Lystrosaurus, il cui nome significa "lucertola pala" (dal greco λίστρον/lístron, che indica uno strumento per livellare, lisciare o scavare, come una pala, vanga o zappa), è un genere estinto di terapsidi dicynodonti erbivori vissuti tra il Permiano superiore e il Triassico inferiore, circa 250 milioni di anni fa. I suoi fossili sono stati rinvenuti in diverse parti del mondo, corrispondenti agli attuali Antartide, India, Cina, Mongolia, Russia e Sudafrica. Al momento, il genere comprende dalle quattro alle sei specie considerate valide, sebbene tra gli anni '30 e '70 si ritenesse che il numero fosse molto più alto. Le dimensioni di questi animali variavano da quelle di un piccolo cane fino a 2,5 metri di lunghezza.
Come tutti i dicinodonti, Lystrosaurus possedeva solo due denti, simili a zanne, situati nella parte superiore della bocca, mentre il resto del muso era dotato di un becco corneo utilizzato per mordere e tagliare la vegetazione. Aveva una corporatura robusta e massiccia, e la conformazione delle ossa delle spalle e delle anche suggerisce che si muovesse con un'andatura semi-tentacolare. Gli arti anteriori, più robusti di quelli posteriori, indicano che fosse un abile scavatore, capace di costruire tane profonde.
Lystrosaurus fu uno dei pochi animali a sopravvivere all'estinzione del Permiano-Triassico, nota anche come "Grande Morìa", avvenuta circa 252 milioni di anni fa, che causò l'estinzione del 70% delle specie di vertebrati terrestri. Durante il Triassico inferiore, questo animale divenne il vertebrato terrestre più comune, rappresentando fino al 95% dei fossili rinvenuti in alcuni giacimenti. Diverse teorie sono state proposte dai ricercatori per spiegare come Lystrosaurus sia riuscito non solo a sopravvivere a questo evento catastrofico, ma anche a prosperare nel periodo successivo.

## Storia della scoperta

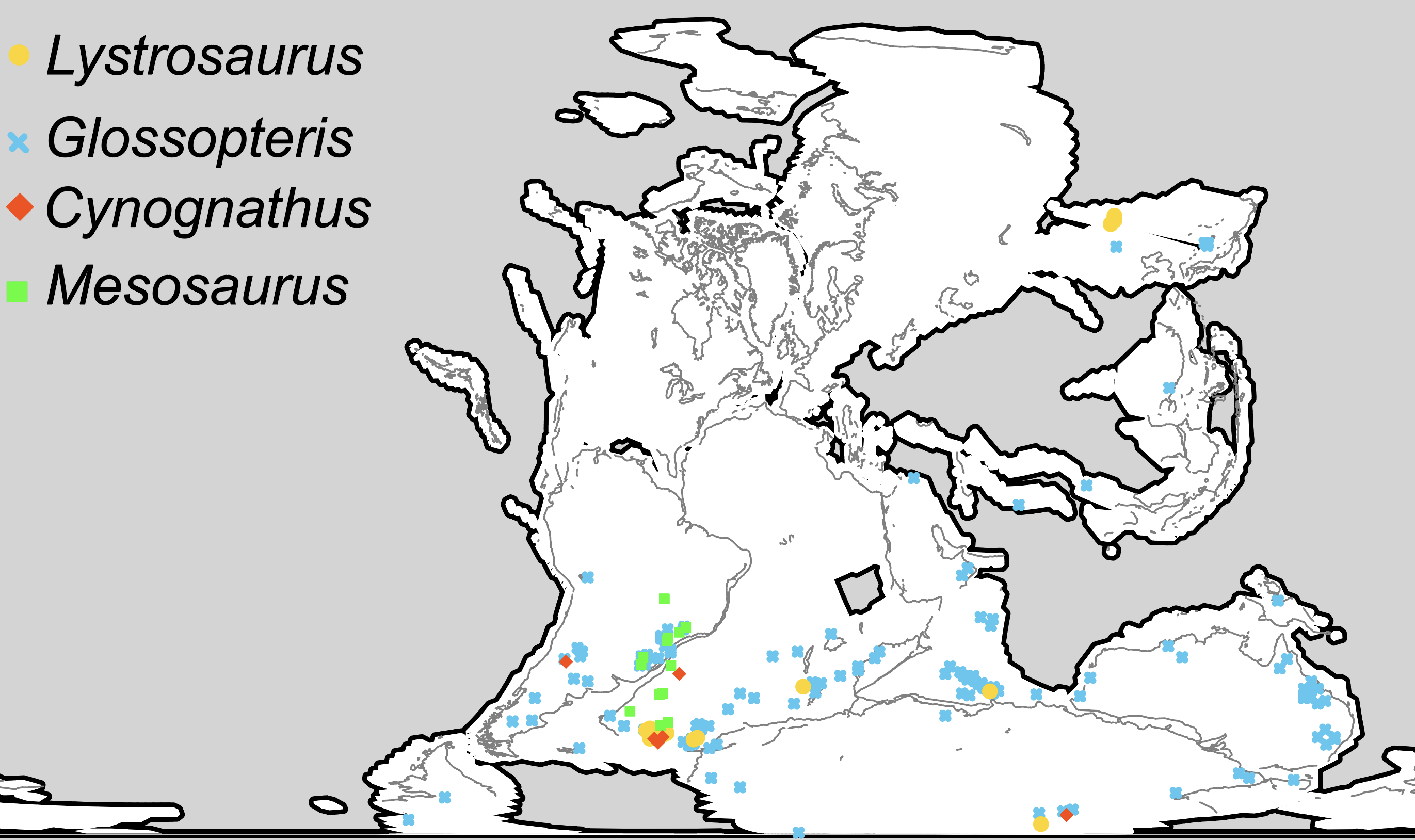
Mappa della Pangea che mostra la posizione dei resti di Lystrosaurus come punti gialli. I confini distorti dei continenti moderni sono mostrati come linee grigie. (La distribuzioni globale dei lystrosauri e altri tre gruppi fossili del Permiano e del Triassico vengono usati come prova biogeografica per la deriva dei continenti e alcuni ponti di terra)

Il dottor Elias Root Beadle, missionario di Filadelfia e appassionato collezionista di fossili, scoprì il primo cranio di Lystrosaurus. Beadle comunicò la sua scoperta al celebre paleontologo Othniel Charles Marsh, ma non ricevette risposta. Al contrario, il rivale di Marsh, Edward Drinker Cope, mostrò grande interesse e descrisse l'esemplare fossile, attribuendogli il nome Lystrosaurus nel Proceedings of the American Philosophical Society nel 1870. Il nome del genere deriva dal greco antico listron, che significa "pala", e sauros, "lucertola", in riferimento alla forma del cranio, vagamente simile a una pala.
Nel maggio del 1871, Marsh acquistò il cranio, anche se le ragioni del suo interesse per un esemplare già descritto rimangono poco chiare. È possibile che volesse esaminare più da vicino la descrizione e l'illustrazione realizzate dal suo rivale.
La scoperta di fossili di Lystrosaurus presso Coalsack Bluff, nei Monti Transantartici, effettuata nel 1969-1970 da Edwin H. Colbert e il suo team, fornì un'importante prova a sostegno dell'ipotesi della tettonica a placche. Questo ritrovamento si rivelò cruciale, poiché fossili di Lystrosaurus erano già stati identificati in depositi risalenti al Triassico inferiore in Africa meridionale, India e Cina, confermando che questi continenti erano un tempo connessi.

### Distribuzione e specie
I fossili di Lystrosaurus sono stati rinvenuti in numerosi giacimenti ossei terrestri risalenti al Permiano superiore e al Triassico inferiore, con maggiore abbondanza in Africa e, in misura minore, in India, Cina, Mongolia, Russia europea e Antartide (che all'epoca si trovava più vicina all'equatore).

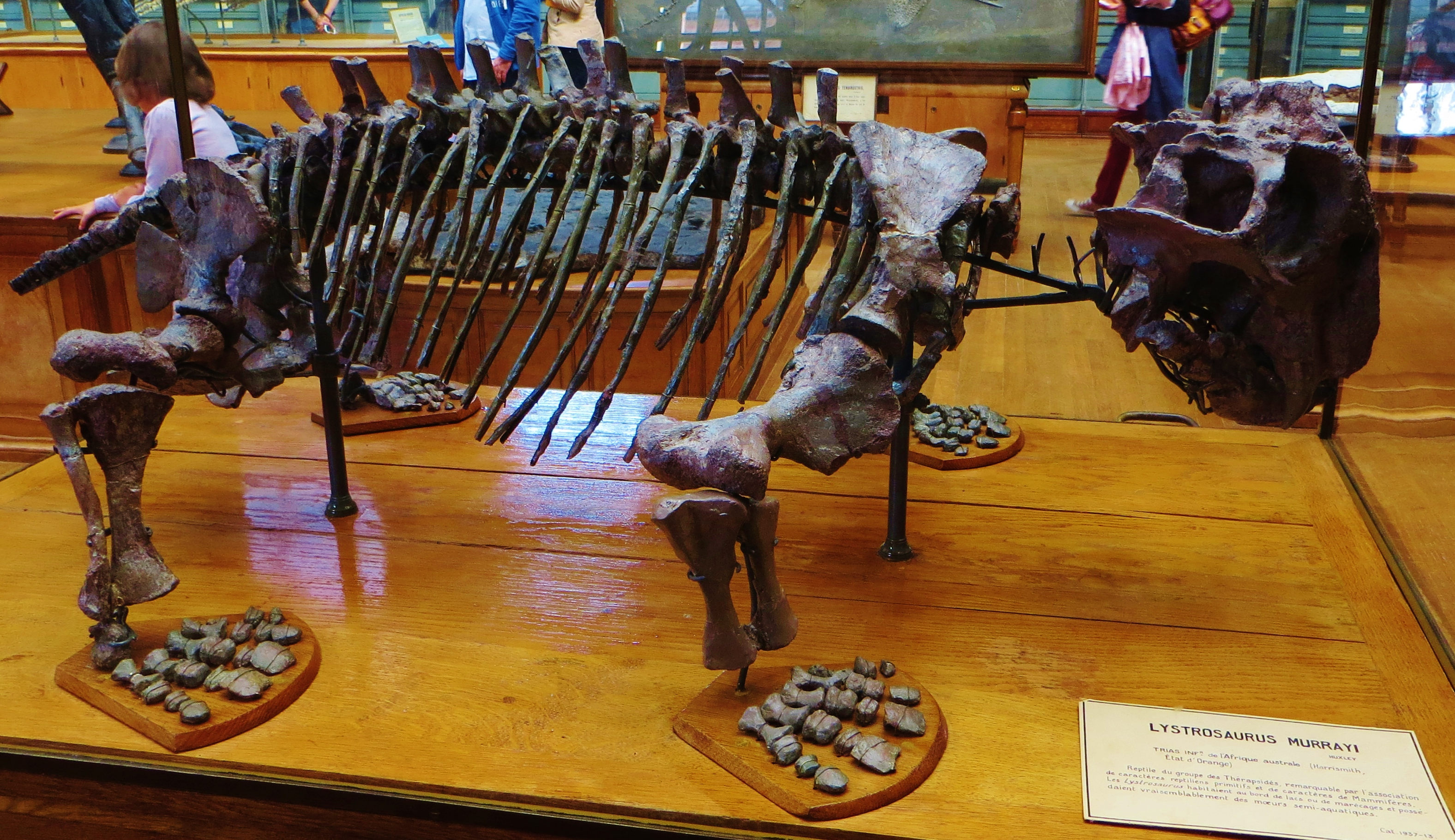
Scheletro di L. murrayi

La maggior parte dei fossili di Lystrosaurus proviene dalle formazioni Balfour e Katberg nel bacino del Karoo, in Sudafrica. Questi esemplari, numerosi e studiati a lungo, offrono le migliori prospettive per l'identificazione delle specie. Tuttavia, vi è un acceso dibattito nella comunità paleontologica sul numero effettivo di specie presenti nel Karoo. Tra gli anni '30 e '70, alcuni studi suggerivano un numero elevato, arrivando a identificare persino 23 specie. Negli anni '80 e '90, grazie a un'analisi più dettagliata, il numero è stato ridotto a sei: L. curvatus, L. platyceps, L. oviceps, L. maccaigi, L. murrayi e L. declivis. Un ulteriore studio del 2011 ha ridotto il numero a quattro, considerando i fossili di L. platyceps e L. oviceps come appartenenti a L. curvatus.
Tra queste specie, L. maccaigi si distingue per essere la più grande e apparentemente la più specializzata, mentre L. curvatus risulta la meno specializzata. Un fossile simile a Lystrosaurus, chiamato Kwazulusaurus shakai, è stato ritrovato anch'esso in Sudafrica. Sebbene non appartenga al genere Lystrosaurus, K. shakai mostra notevoli somiglianze con L. curvatus. Alcuni paleontologi ritengono che K. shakai possa essere un antenato o un taxon strettamente correlato agli antenati di L. curvatus, mentre L. maccaigi potrebbe rappresentare una linea evolutiva separata.
Interessante è la distribuzione temporale di queste specie: L. maccaigi si trova esclusivamente nei sedimenti del Permiano e non sembra essere sopravvissuto all'estinzione Permiano-Triassico. Le sue caratteristiche altamente specializzate e la sua comparsa improvvisa nel registro fossile, senza un evidente antenato, potrebbero indicare che la specie sia emigrata nel Karoo da un'area in cui non sono stati rinvenuti sedimenti del Permiano superiore. L. curvatus, invece, è presente in una fascia ristretta che attraversa il confine Permiano-Triassico, rendendolo un utile indicatore stratigrafico per identificare questa transizione. Un cranio di L. curvatus è stato rinvenuto in sedimenti del tardo Permiano dello Zambia. Sebbene inizialmente si pensasse che nel Karoo non vi fossero esemplari Permiani di questa specie, un riesame dei fossili ha confermato la sua presenza, eliminando l'ipotesi di un'immigrazione dal nord.
Le specie L. murrayi e L. declivis, infine, sono state trovate esclusivamente in sedimenti del Triassico, confermando che il loro sviluppo e diffusione avvennero dopo l'estinzione di massa.

### Altre specie
I fossili di Lystrosaurus georgi sono stati rinvenuti nei sedimenti del Triassico inferiore nel bacino di Mosca, in Russia. Questa specie era probabilmente strettamente imparentata con Lystrosaurus curvatus, una delle specie meno specializzate, i cui fossili sono stati trovati nei sedimenti del Permiano superiore e del Triassico inferiore in Africa.
La specie L. murrayi, insieme a due specie attualmente non descritte ma attribuite a L. curvatus e L. declivis, è ststa identificata nella Formazione Panchet del Triassico inferiore nella valle di Damodar e nella Formazione Kamthi del bacino di Pranhita-Godavari, in India.
Sette specie di Lystrosaurus sono state descritte nelle formazioni Jiucaiyuan, Guodikeng e Wutonggou del Triassico inferiore nei Monti Bogda, nello Xinjiang, Cina. Tuttavia, sembra probabile che solo due di queste (L. youngi e L. hedini) siano valide. È interessante notare che non sono stati trovati esemplari di Lystrosaurus al di sotto del confine Permiano-Triassico in questa regione.
Infine, le specie L. curvatus, L. murrayi e L. maccaigi sono state identificate nella Formazione Fremouw, situata nei Monti Transantartici dell'Antartide.

## Descrizione

Dimensioni di Lystrosaurus murrayi in scala con un essere umano

Lystrosaurus era un terapside dicynodonte erbivoro di piccole-medie dimensioni, con una lunghezza variabile tra 0,6 e 2,5 metri, con una media di circa 0,9 metri a seconda della specie.
A differenza di altri terapsidi, i dicynodonti avevano musi corti e schiacciati e una dentatura limitata, composta unicamente da canini superiori simili a zanne. Il loro muso terminava in un becco corneo rivolto verso il basso, simile a quello delle tartarughe, adatto a tagliare e sminuzzare la vegetazione. Questa veniva successivamente macinata contro un palato secondario corneo al momento della chiusura della bocca. L'articolazione della mascella, debole rispetto ad altri animali, consentiva un movimento avanti e indietro con un'azione di taglio, invece dei più comuni movimenti laterali o su e giù presenti nei mammiferi odierni. I muscoli della mascella erano attaccati in avanti sul cranio, occupando gran parte della parte superiore e posteriore del capo, il che spingeva gli occhi a posizionarsi in alto e in avanti.
Le caratteristiche dello scheletro indicano che Lystrosaurus si muoveva con un'andatura semi-tentacolare. L'angolo posteriore inferiore della scapola era fortemente ossificato, suggerendo che il movimento della scapola contribuiva alla lunghezza del passo degli arti anteriori, riducendo la flessione laterale del corpo durante il cammino. Le cinque vertebre sacrali erano robuste, ma non fuse tra loro né con il bacino, rendendo la schiena più rigida e riducendo la flessione laterale. Si ritiene che i terapsidi con meno di cinque vertebre sacrali avessero arti tentacolari, simili a quelli delle lucertole moderne. Nei dinosauri e nei mammiferi, invece, le vertebre sacrali sono fuse tra loro e con il bacino, supportando arti eretti. In Lystrosaurus, un contrafforte sopra ogni acetabolo (cavità dell'anca) sembra prevenire la lussazione del femore durante il movimento. Gli arti anteriori, particolarmente massicci, associati al muso piatto con grandi zanne, suggeriscono che fosse un eccellente scavatore.
Nel 2022, esemplari mummificati recuperati dal bacino del Karoo hanno rivelato che la pelle di Lystrosaurus era coriacea, priva di peli e squame, conferendo all'animale un aspetto particolare tra i terapsidi.

## Paleobiologia

### Dominio sul Triassico inferiore

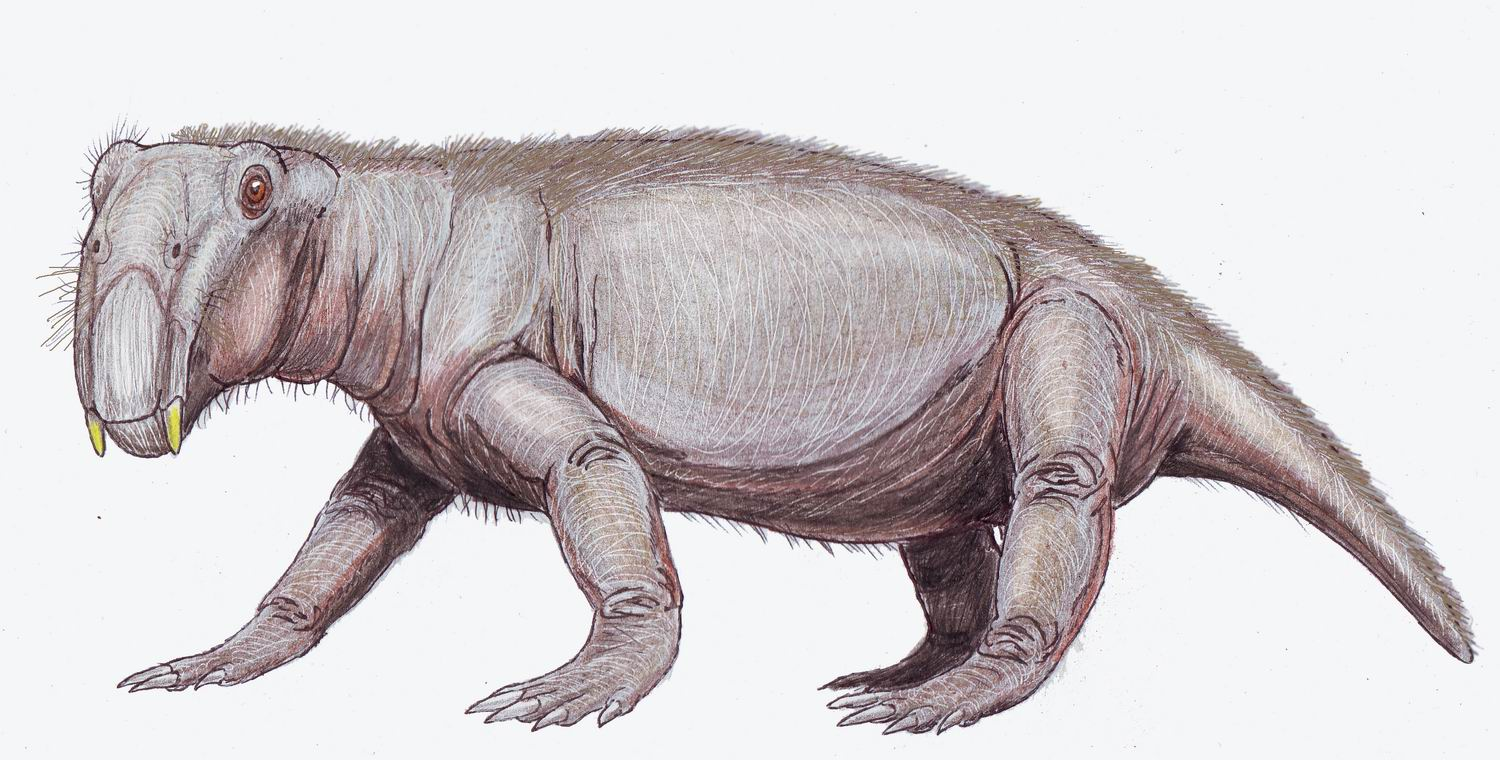
Ricostruzione artistica di Lystrosaurus georgi

Il genere Lystrosaurus è noto per il suo straordinario dominio nella Pangea meridionale durante il Triassico inferiore. Almeno una specie non identificata di questo genere sopravvisse all'estinzione di massa alla fine del Permiano. In assenza di predatori e concorrenti erbivori, Lystrosaurus prosperò, irradiandosi nuovamente in un numero significativo di specie all'interno del genere e divenendo il gruppo più comune di vertebrati terrestri durante il Triassico inferiore. Per milioni di anni, Lystrosaurus rappresentò fino al 95% dei vertebrati terrestri – a oggi l'unico caso documentato di tale predominanza da parte di un singolo genere o specie animale sulla Terra. Sebbene altri terapsidi del Permiano, come i terocefali Tetracynodon, Moschorhinus, Ictidosuchoides e Promoschorhynchus siano sopravvissuti all'estinzione, nessuno di loro raggiunse un livello di abbondanza paragonabile nel Triassico. Il completo recupero ecologico del pianeta richiese 30 milioni di anni, durante il Triassico inferiore e medio, fino alla comparsa dei primi dinosauri.
Diverse teorie sono state proposte per spiegare come Lystrosaurus sia sopravvissuto all'estinzione del Permiano-Triassico, la cosiddetta "madre di tutte le estinzioni di massa", e sia riuscito a dominare la fauna terrestre del Triassico inferiore in modo così senza precedenti:

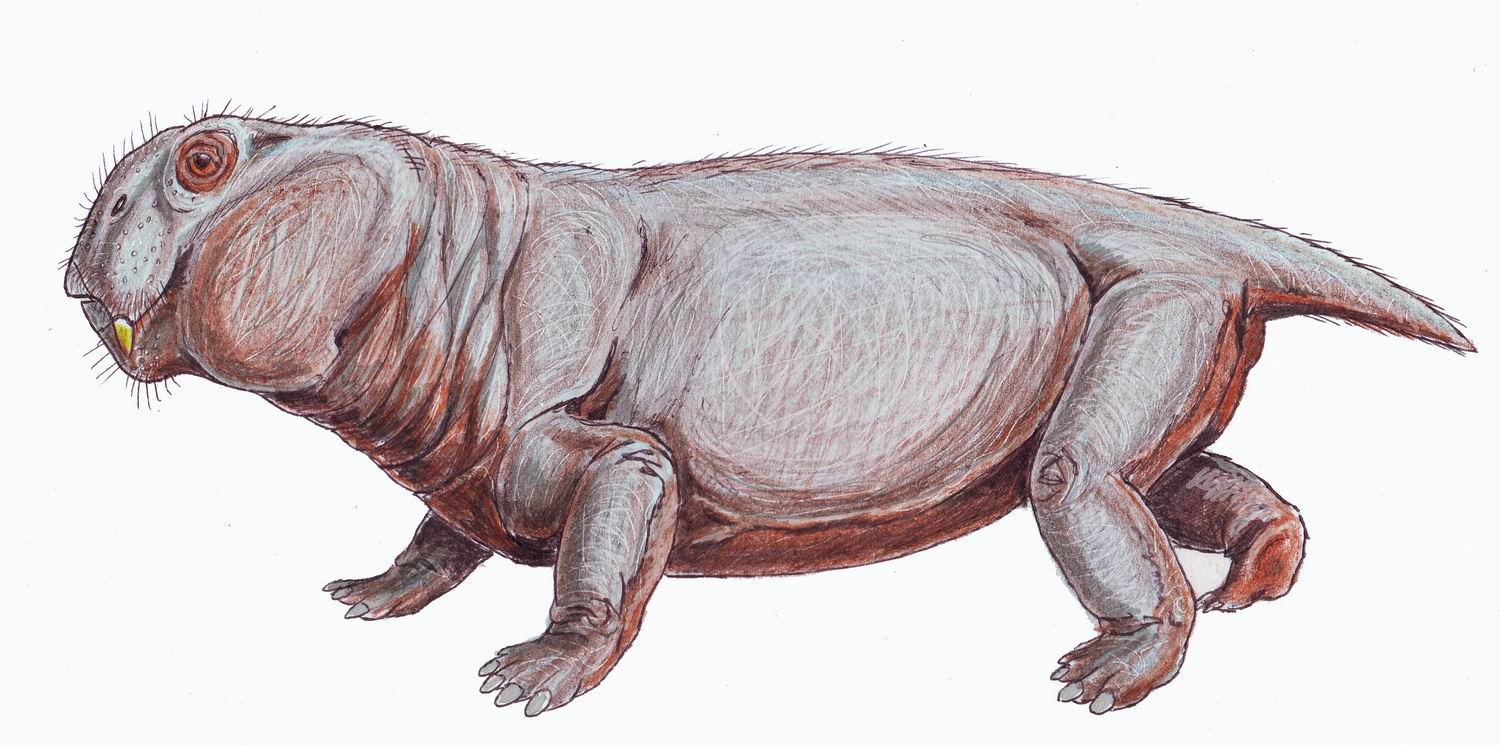
Ricostruzione artistica di Lystrosaurus murrayi

- Le zanne fossilizzate di Lystrosaurus ritrovate in Antartide, risalenti a circa 250 milioni di anni fa, mostrano segni di crescita che suggeriscono che questi animali fossero capaci di entrare in uno stato prolungato di torpore, simile al letargo. Questo potrebbe rappresentare la più antica evidenza di tale adattamento nei vertebrati, suggerendo che il torpore si sia sviluppato ben prima della comparsa di mammiferi e dinosauri.[23][24][25]
- Un'ipotesi recente sostiene che l'estinzione abbia ridotto il contenuto di ossigeno atmosferico e aumentato quello di anidride carbonica, rendendo l'aria più difficile da respirare.[19] Lystrosaurus, grazie al suo stile di vita da scavatore, potrebbe aver sviluppato adattamenti per far fronte a queste condizioni: un torace a botte per ospitare grandi polmoni, narici interne corte per una respirazione più rapida e spine neurali più alte per migliorare la capacità muscolare di espandere e contrarre il torace. Tuttavia, questa teoria presenta delle lacune, dato che il torace di Lystrosaurus non era significativamente più grande rispetto ad altri dicinodonti estinti, e le spine neurali lunghe potrebbero essere correlate ad altri fattori come la locomozione o le dimensioni corporee.[7]

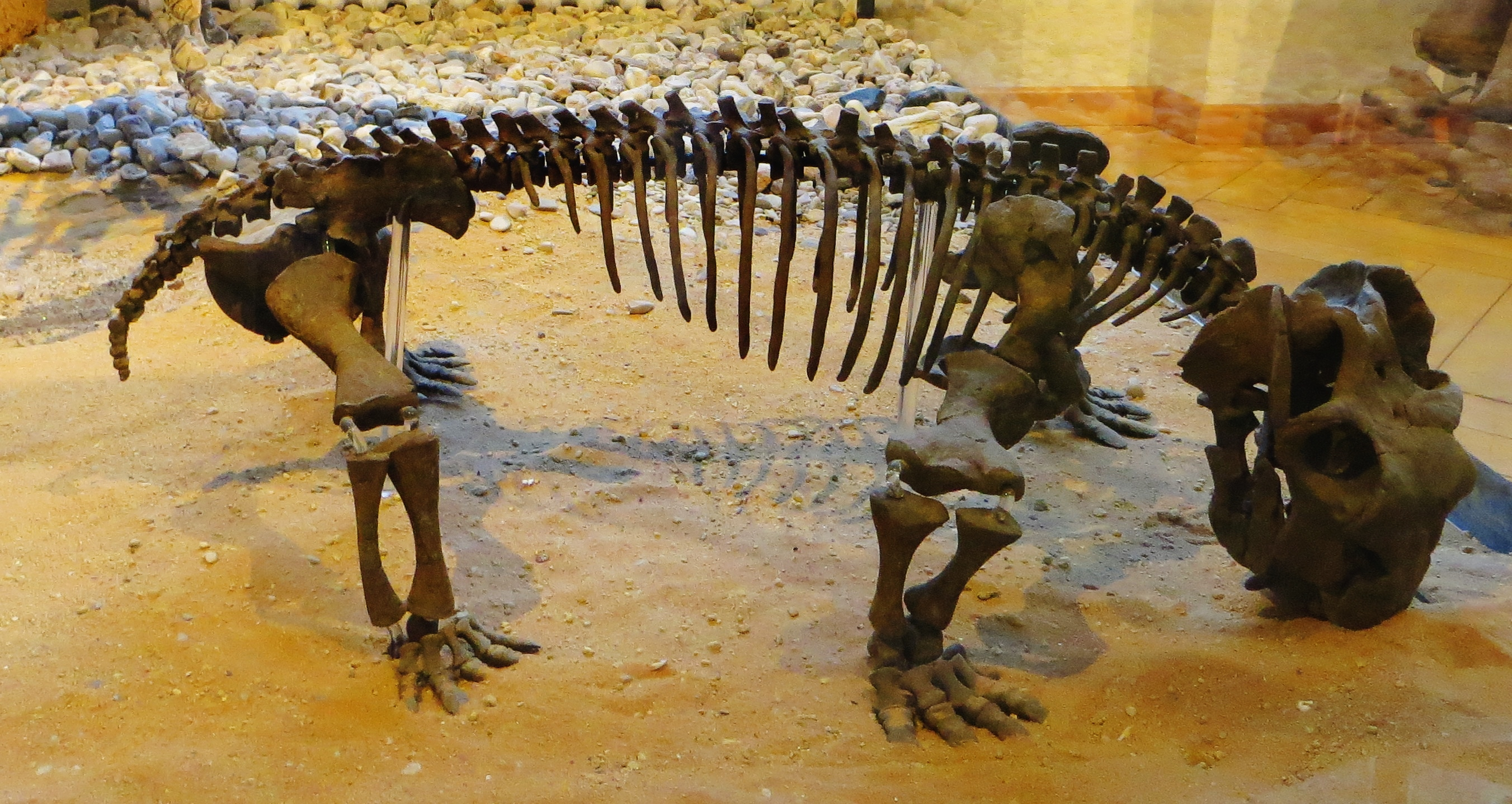
Scheletro di L. hedini, al Museo di Paleontologia di Tubinga

- Dopo l'estinzione del Permiano, la maggior parte dei grandi predatori scomparve. Solo pochi, come il terocefalo Moschorhinus (lungo circa 1,5 metri), e l'arcosauriforme Proterosuchus, erano abbastanza grandi da predare Lystrosaurus. Questa carenza di predatori potrebbe aver favorito l'esplosione demografica del genere durante il Triassico inferiore.[7]
- Le specie di Lystrosaurus sembrano essere state ben adattate a nutrirsi di piante come Dicroidium, una flora dominante del Triassico inferiore. Al contrario, la specie più grande e specializzata, L. maccaigi, potrebbe aver fatto affidamento sulla flora Glossopteris, che non sopravvisse all'estinzione, contribuendo alla scomparsa della specie.[7]
- L'ipotesi che Lystrosaurus fosse semi-acquatico è stata superata dalla teoria che fosse un animale fossore o semi-fossore. Nonostante l'aumento di temnospondili acquatici nei sedimenti triassici, questi erano molto meno numerosi rispetto a Lystrosaurus murrayi e Lystrosaurus declivis, indicando che il successo del genere non fosse legato a un adattamento acquatico.[7]
- Secondo lo studioso Michael Benton, "Forse la sopravvivenza di Lystrosaurus è stata semplicemente una questione di fortuna". Questo lascia spazio alla possibilità che la combinazione di fattori favorevoli, piuttosto che un singolo adattamento specifico, abbia garantito il successo del genere.[18]

## Nella cultura di massa
Come molti altri sinapsidi preistorici vissuti prima dei dinosauri (escluso il più noto Dimetrodon), Lystrosaurus è stato per lungo tempo quasi sconosciuto nella cultura popolare. Tuttavia, negli ultimi anni ha acquisito maggiore notorietà, grazie in parte alla sua inclusione nel videogioco Ark: Survival Evolved (2017), dove può essere addomesticato, e alla sua apparizione nel film Jurassic World - Il dominio (2022). In quest'ultimo, un esemplare di Lystrosaurus – soprannominato dai fan "Leonard" – compare brevemente al centro dell'attenzione in alcune scene, in particolare in un segmento presente nell'edizione estesa del film. In questa scena, ambientata durante un combattimento clandestino nel mercato nero maltese, l'animale decapita un Oviraptor con le sue fauci. Nonostante il ruolo non centrale, questa apparizione ha attirato l'interesse degli spettatori. Altri esemplari di Lystrosaurus sono apparsi nel franchise nella terza stagione della serie animata Jurassic World - Teoria del caos, come nella sua precedente questa apparizione, appaiono prevalentemente nel mercato nero maltese.
Prima di queste apparizioni, Lystrosaurus era stato rappresentato in alcuni documentari, tra cui L'impero dei mostri - La vita prima dei dinosauri (2005), Earth: Making of a Planet (2011) e NHK Leaps in Evolution (2015). Più recentemente, è stato incluso nella serie documentaria di Netflix La vita sul nostro pianeta (2023), consolidando ulteriormente la sua presenza nell'immaginario collettivo.